# Sainte-Ouenne
Sainte-Ouenne est une commune française située dans le département des Deux-Sèvres en région Nouvelle-Aquitaine.

## Géographie

### Localisation
Sainte-Ouenne est l'une des communes de l'aire urbaine de Niort située dans le canton Autize-Egray.
Niort est à 13,6 km (à vol d'oiseau) de Sainte-Ouenne.

### Localisation et communes limitrophes
| Surin          | Cours         | Germond-Rouvre |
| Surin          | Sainte-Ouenne | Germond-Rouvre |
| Faye-sur-Ardin | Saint-Maxire  | Échiré         |

### Géologie et relief
La superficie de la commune est de 11,58 km2, l'altitude varie entre 27 (vers la Moussière) et 108 mètres (la vallée de l'Égray aux Optelleries).
La commune est située sur la limite entre la Gâtine et les plaines de Niort. Au nord de Sainte-Ouenne le paysage est vallonné et boisé, tandis que la plaine s'étend au sud.

### Hydrographie
La rivière de l'Égray traverse sur 8,5 km environ la commune de Sainte-Ouenne du nord au sud, à l'est du territoire. Sur environ 5 km, l'Égray constitue la limite entre Sainte-Ouenne et la commune de Germond-Rouvre. Le cours d'eau se jette dans la Sèvre niortaise à Saint-Maxire et prend sa source à Mazières-en-Gâtine.
Un ruisseau traverse le bourg de la commune et alimentait autrefois des lavoirs sur son passage. Sa source se situe à la station de pompage.

### Climat
Pour des articles plus généraux, voir Climat de la Nouvelle-Aquitaine et Climat des Deux-Sèvres.
Historiquement, la commune est exposée à un climat océanique du nord-ouest.  
En 2020, Météo-France publie une typologie des climats de la France métropolitaine dans laquelle la commune est exposée à un climat océanique et est dans la région climatique  Poitou-Charentes, caractérisée par un bon ensoleillement, particulièrement en été et des vents modérés.
Pour la période 1971-2000, la température annuelle moyenne est de 12 °C, avec une amplitude thermique annuelle de 14,8 °C. Le cumul annuel moyen de précipitations est de 883 mm, avec 12,5 jours de précipitations en janvier et 7,1 jours en juillet. Pour la période 1991-2020, la température moyenne annuelle observée sur la station météorologique la plus proche, située sur la commune de Surin à 2 km à vol d'oiseau, est de 12,9 °C et le cumul annuel moyen de précipitations est de 936,5 mm,. Pour l'avenir, les paramètres climatiques de la commune estimés pour 2050 selon différents scénarios d’émission de gaz à effet de serre sont consultables sur un site dédié publié par Météo-France en novembre 2022.

## Urbanisme

### Typologie
Au 1er janvier 2024, Sainte-Ouenne est catégorisée commune rurale à habitat dispersé, selon la nouvelle grille communale de densité à sept niveaux définie par l'Insee en 2022.
Elle est située hors unité urbaine. Par ailleurs la commune fait partie de l'aire d'attraction de Niort, dont elle est une commune de la couronne,. Cette aire, qui regroupe 91 communes, est catégorisée dans les aires de 50 000 à moins de 200 000 habitants,.

### Occupation des sols
L'occupation des sols de la commune, telle qu'elle ressort de la base de données européenne d’occupation biophysique des sols Corine Land Cover (CLC), est marquée par l'importance des territoires agricoles (93,7 % en 2018), en diminution par rapport à 1990 (95,1 %). La répartition détaillée en 2018 est la suivante : 
terres arables (70,4 %), zones agricoles hétérogènes (19,8 %), zones urbanisées (6,2 %), prairies (3,5 %), forêts (0,1 %). L'évolution de l’occupation des sols de la commune et de ses infrastructures peut être observée sur les différentes représentations cartographiques du territoire : la carte de Cassini (XVIIIe siècle), la carte d'état-major (1820-1866) et les cartes ou photos aériennes de l'IGN pour la période actuelle (1950 à aujourd'hui).

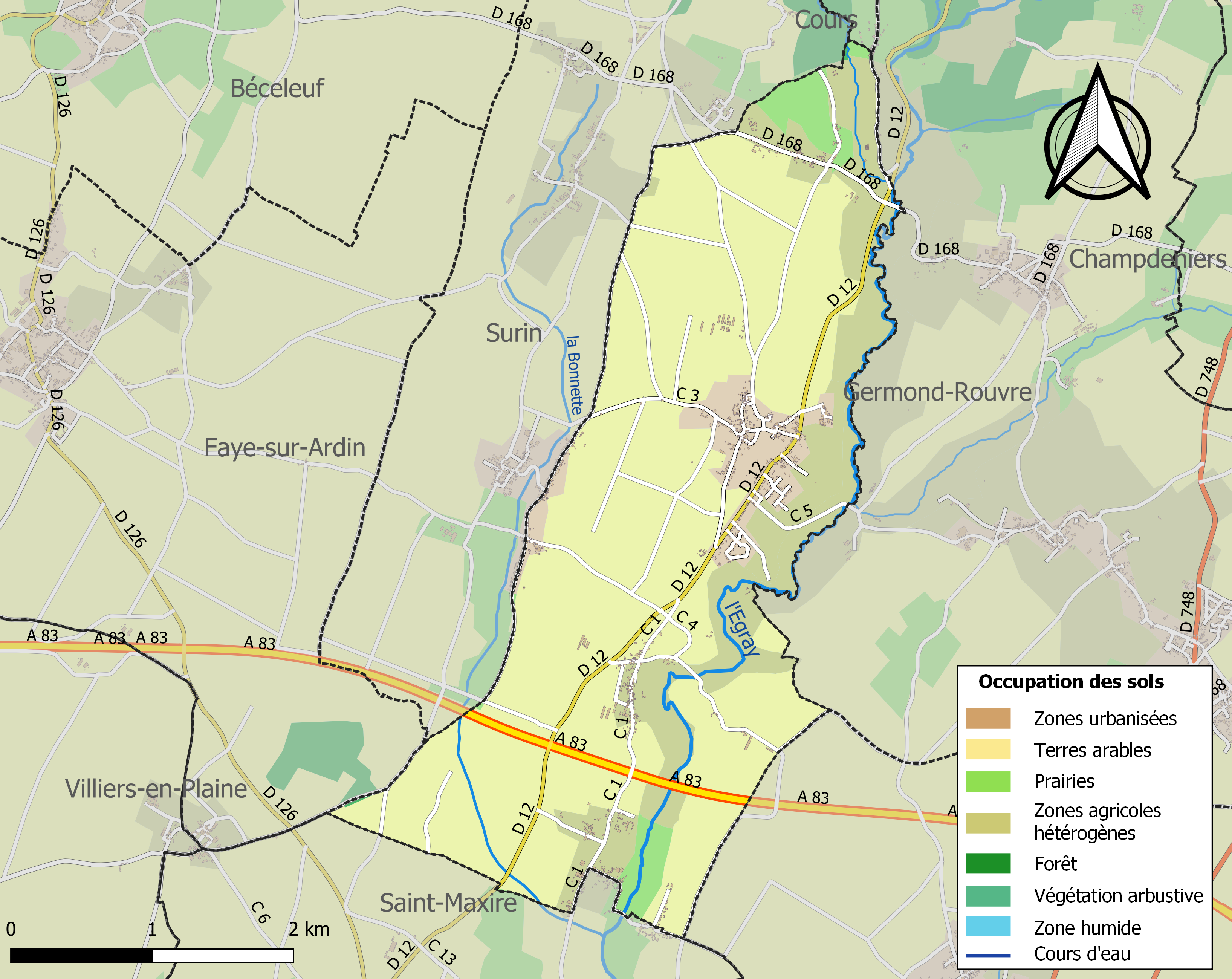
Carte des infrastructures et de l'occupation des sols de la commune en 2018 (CLC).

### Risques majeurs
Le territoire de la commune de Sainte-Ouenne est vulnérable à différents aléas naturels : météorologiques (tempête, orage, neige, grand froid, canicule ou sécheresse), inondations, mouvements de terrains et séisme (sismicité modérée). Il est également exposé à un risque technologique,  le transport de matières dangereuses, et à un risque particulier : le risque de radon. Un site publié par le BRGM permet d'évaluer simplement et rapidement les risques d'un bien localisé soit par son adresse soit par le numéro de sa parcelle.

#### Risques naturels
Certaines parties du territoire communal sont susceptibles d’être affectées par le risque d’inondation par débordement de cours d'eau, notamment l'Égray. La commune a été reconnue en état de catastrophe naturelle au titre des dommages causés par les inondations et coulées de boue survenues en 1982, 1983, 1999, 2010 et 2011,.

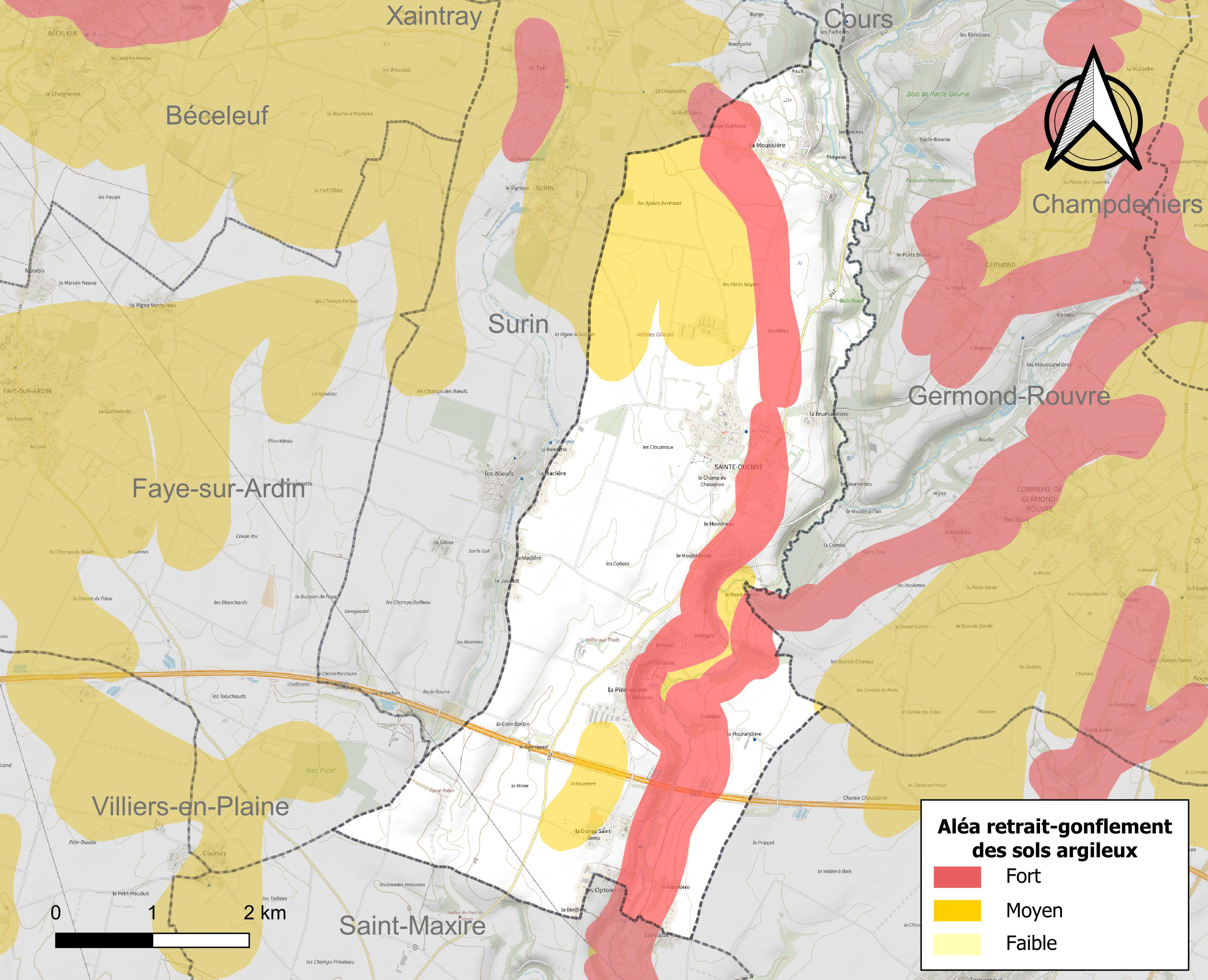
Carte des zones d'aléa retrait-gonflement des sols argileux de Sainte-Ouenne.

Les mouvements de terrains susceptibles de se produire sur la commune sont des mouvements de terrains, notamment des tassements différentiels. Le retrait-gonflement des sols argileux est susceptible d'engendrer des dommages importants aux bâtiments en cas d’alternance de périodes de sécheresse et de pluie. 38,2 % de la superficie communale est en aléa moyen ou fort (54,9 % au niveau départemental et 48,5 % au niveau national). Depuis le 1er octobre 2020, en application de la loi ELAN, différentes contraintes s'imposent aux vendeurs, maîtres d'ouvrages ou constructeurs de biens situés dans une zone classée en aléa moyen ou fort,.
La commune a été reconnue en état de catastrophe naturelle au titre des dommages causés par des mouvements de terrain en 1999 et 2010.

#### Risque particulier
Dans plusieurs parties du territoire national, le radon, accumulé dans certains logements ou autres locaux, peut constituer une source significative d’exposition de la population aux rayonnements ionisants. Selon la classification de 2018, la commune de Sainte-Ouenne est classée en zone 3, à savoir zone à potentiel radon significatif.

## Toponymie
Selon le Dictionnaire topographique de la France comprenant les noms de lieux anciens et modernes en Deux-Sèvres, l'appellation primitive de Sainte-Ouenne était Sancta Eugenia vers 1210, puis Sancta Oannia et Sansta Oanna en 1246 ; Sansta Audoena est aussi cité en 1247 et Sancta Euginia en 1260. Sainte-Eugénie, appellation française de "Sancta-Eugenia" désigne Sainte-Ouenne en 1698. Plus tard, on trouve St-Oinne en 1725 et Saintte-Ouanne en 1779. Ce n'est qu'après la Révolution que le nom définitif est utilisé : Sainte-Ouenne ; on observe toutefois des variantes orthographiques (avec des accents).

## Histoire
Les lieux-dits contigus de la Grosse Borne et Pierrefitte désignent probablement un même monument mégalithique, un menhir disparu. Georges Germond indique également la présence de toponymes évocateurs « le Pâtis de la Pierre » et « la Pierre Cacouault ». Là aussi aucun vestige mégalithique n'est conservé.
En 1972 puis en 1996, autour de l'église une nécropole mérovingienne estimée à environ 300 inhumations a été découverte lors de travaux de réseau. La variété des formes de sarcophage de pierre indique une occupation allant du VIe au IXe siècle. Deux vases a eau bénite du XIIe siècle ont été découverts dans des sépultures. Sur la crête étroite qui sépare le ruisseau l'Égray du ruisseau de Pimpeau entre la ferme des Mottes et le village des Fichères subsiste un tertre de 140 mètres de circonférence pour une vingtaine de mètres de hauteur (parfois considéré comme tumulus). Il s'agit probablement d'une motte féodale avec fossés et talus extérieur.

## Administration

### liste des maires
| Période | Période  | Identité         | Étiquette | Qualité            |
| ------- | -------- | ---------------- | --------- | ------------------ |
| 1989    | 2014     | Didier Delechat  | PS        | Conseiller général |
| 2014    | En cours | Thierry Lemaître |           |                    |

### Jumelages
Au 12 mai 2013, Sainte-Ouenne est jumelée avec :
- Saint-Léonard (Nouveau-Brunswick) (Canada) depuis 1989 ;
- Van Buren (Maine) (États-Unis) depuis 1989.

La commune de Sainte-Ouenne a également participé à une action humanitaire dans un village du Togo, à Oga.

## Population et société

### Démographie
À partir du XXIe siècle, les recensements réels des communes de moins de 10 000 habitants ont lieu tous les cinq ans. Pour Sainte-Ouenne, cela correspond à 2004, 2009, 2014, etc. Les autres dates de « recensements » (2006, etc.) sont des estimations légales.
| 1793 | 1800 | 1806 | 1821 | 1831 | 1836 | 1841 | 1846 | 1851 |
| ---- | ---- | ---- | ---- | ---- | ---- | ---- | ---- | ---- |
| 533  | 496  | 498  | 499  | 623  | 609  | 621  | 662  | 670  |

| 1856 | 1861 | 1866 | 1872 | 1876 | 1881 | 1886 | 1891 | 1896 |
| ---- | ---- | ---- | ---- | ---- | ---- | ---- | ---- | ---- |
| 700  | 693  | 670  | 702  | 711  | 717  | 692  | 732  | 614  |

| 1901 | 1906 | 1911 | 1921 | 1926 | 1931 | 1936 | 1946 | 1954 |
| ---- | ---- | ---- | ---- | ---- | ---- | ---- | ---- | ---- |
| 607  | 632  | 624  | 554  | 551  | 525  | 520  | 506  | 481  |

| 1962 | 1968 | 1975 | 1982 | 1990 | 1999 | 2004 | 2006 | 2009 |
| ---- | ---- | ---- | ---- | ---- | ---- | ---- | ---- | ---- |
| 470  | 474  | 480  | 509  | 523  | 569  | 641  | 669  | 773  |

| 2014 | 2019 | 2022 | - | - | - | - | - | - |
| ---- | ---- | ---- | - | - | - | - | - | - |
| 812  | 782  | 772  | - | - | - | - | - | - |

### Enseignement
L'enseignement à Sainte-Ouenne peut commencer dès la maternelle. Le groupe scolaire Marc-Gautier est une école publique municipale de la maternelle au CM2. Le collège le plus proche est celui de Champdeniers-Saint-Denis, une liaison est assurée par car scolaire entre Sainte-Ouenne et le collège. Les lycées généraux à proximité sont ceux de Niort, également desservis par le car.

### Santé
Il n'y a aucun établissement de santé public ou privé sur la commune. On trouve les plus proches sur les communes de Saint-Maxire (médecine généraliste et soins dentaires) et de Champdeniers-Saint-Denis, où une maison de santé pluridisciplinaire accueille médecins et divers professionnels de santé.  Le centre hospitalier et la maternité à proximité sont ceux de Niort (à 16 km). Le centre de secours qui intervient à Sainte-Ouenne est celui de Champdeniers-Saint-Denis.

## Culture locale et patrimoine

### Lieux et monuments
Saint-Ouenne compte trois monuments historiques. 
- L'église Sainte-Eugénie. L'édifice a été classé au titre des monuments historique en 1909[31].
- Le château du Gazeau.
- Le logis de la Moussière.

### Personnalités liées à la commune
- Guy Adrien Disleau (1853-1914), né à Sainte-Ouenne, six fois député de la première circonscription des Deux-Sèvres[32], maire de Sainte-Ouenne.